# SDH

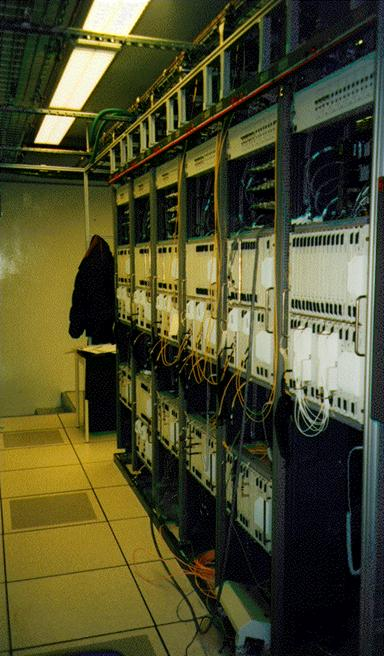
sistema de SDH

SDH (Synchronous Digital Hierarchy) é um esquema de multiplexação TDM de banda larga.
A técnica SDH realiza multiplexação TDM determinística (ou síncrona). É um sistema de transporte de informações em alta velocidade, muito utilizado para acessos à Internet em alta velocidade. Opera nas velocidades de: 155 Mbps, 622 Mbps, 2,5 Gbps, 10 Gbps e 40Gbps
síncrona.
Cada canal opera com um relógio sincronizado com os relógios dos outros canais, e é sincronizado com o equipamento multiplex através de um processo de justificação de bit e encapsulamento da informação (contentor). A esse contentor é adicionado um cabeçalho (POH), que o caracteriza e indica a sua localização na trama, e forma-se então um contentor virtual (VC - Virtual Container) para cada canal.
O SDH pode transportar também os diferentes tipos de sinais PDH, através da trama padrão denominada STM-N (Syncronous Transport Module), utilizada tanto para sinais elétricos como para sinais ópticos. O SDH pode também multiplexar frames baseadas em transmissão de pacotes, como Ethernet e PPP.
Atualmente o padrão SDH utiliza tramas STM-N com as seguintes taxas de bits: 155.520 Mbit/s (STM-1 elétrico ou óptico), 622.080 Mbit/s (STM-4 óptico), 2488.320 Mbit/s ou 2,5 Gbit/s
(STM-16 óptico) e 9953.280 Mbit/s ou 10 Gbit/s (STM-64 óptico).
Os diversos canais multiplexados (VC’s) normalmente são chamados de tributários,e os sinais de transporte gerados (STM-N) são chamados de agregados ou sinais de linha.
Os itens a seguir detalham as características mais relevantes da tecnologia SDH.

## Sincronismo
As redes SDH formam um sistema síncrono onde todos os relógios de seus equipamentos têm, em média, a mesma frequência. O relógio de cada equipamento, chamado de relógio secundário ou escravo, pode ser rastreado até o relógio principal da rede, chamado também de mestre, garantindo a distribuição e qualidade do sinal de sincronismo.
A manutenção de uma boa referência de relógio permite que os sinais STM-1 mantenham a sua taxa de 155 Mbit/s estável, e que vários sinais STM-1 síncronos possam ser multiplexados sem a necessidade de inserção de bits, sendo facilmente acessíveis em sinais STM-N de maior débito binário.
Também os sinais síncronos de menor débito binário, encapsulados nos VC’s, podem ser multiplexados sem a necessidade de inserção de bits para compor os sinais STM-1, e podem ser facilmente acessados e recuperados.
O uso de ponteiros em conjunto com buffers permite acomodar as eventuais diferenças de fase e frequência dos canais durante o processo de multiplexagem.
Os ponteiros possuem campos específicos para armazenar os bits ou bytes em excesso ou para indicar a falta destes durante o processo de sincronismo (justificação). Os buffers permitem que esse processo ocorra sem a perda de informação, armazenando e mantendo o sinal original.
Desta forma, é extremamente importante a qualidade e a manutenção do sinal de sincronismo para o sucesso da rede e dos serviços prestados.